# Bootsmann

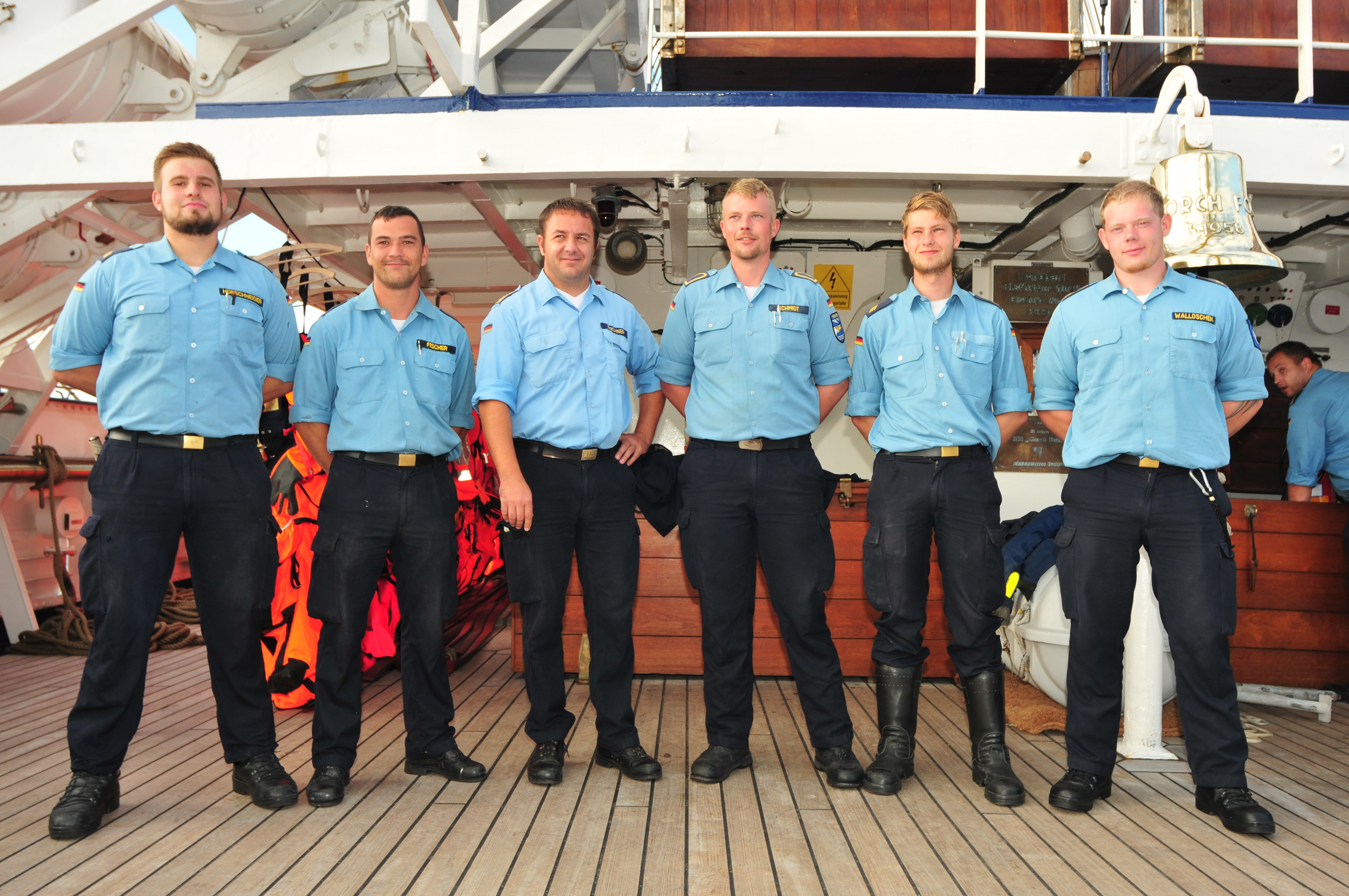
Bootsmannsgruppe des Decksmeisters auf der Gorch Fock

Bootsmann ist eine Funktionsbezeichnung in der Schifffahrt sowie ein Dienstgrad der Marine.

## Pluralformen
Der Plural von „Bootsmann“ ist laut Duden entweder „Bootsleute“ oder „Bootsmänner“. Im zivilen Sprachgebrauch ist eine leichte (aber abnehmende) Präferenz für die Form „Bootsleute“ auszumachen. In der Bundeswehr wird meist auch von „Bootsleuten“ gesprochen.

## Seeschifffahrt
In der historischen Seeschifffahrt war der Bootsmann verantwortlich für die Wartung und Instandhaltung der technischen Ausrüstung des Schiffs, insbesondere von Segeln, Tauwerk und Anker. Er war dem Kapitän oder dem Steuermann unterstellt und befehligte die Decksmannschaften bei allen seemannschaftlichen Aufgaben. Auf größeren Schiffen bestanden die Dienstgrade Oberbootsmann und Unterbootsmann.
In der Handelsmarine bezeichnet man den Vorarbeiter der Decksmannschaft als Bootsmann. In Deutschland sind Bootsleute zum Teil Handwerksmeister mit der Bezeichnung Schiffsbetriebsmeister. Auf dem Großteil der deutschen Handelsschiffe mit multinationaler Besatzung wird die Stelle als Bootsmann ohne Zertifikat besetzt.
Auch auf DDR-Handelsschiffen bestand für Matrosen mit einer nachgewiesenen Seefahrtzeit von mindestens 24 Monaten als Vollmatrose für die Leitung von Arbeiten im Decksbereich ebenfalls die Aufstiegsmöglichkeit zum Bootsmann, dessen Rolle an Bord in der 9-teiligen Fernsehserie Zur See durch Jürgen Zartmann anschaulich verkörpert wurde.

## Reichsmarine und Kriegsmarine
Ein Deckoffizier der Reichs- und Kriegsmarine im seemännischen Dienst führte den Dienstgrad Bootsmann. Äquivalente Dienstgrade anderer Verwendungsbereiche hießen Steuermann, Maschinist, Signalmeister, Feuerwerker usw.

## Bundeswehr
Der Bootsmann ist einer der Dienstgrade der Bundeswehr für Marineuniformträger, vergleichbar dem Feldwebel. Gesetzliche Grundlage ist die Anordnung des Bundespräsidenten über die Dienstgradbezeichnungen und die Uniform der Soldaten und das Soldatengesetz.

### Dienstgradabzeichen
Die Dienstgradabzeichen des Bootmannes zeigen einen Winkel mit der Spitze nach oben auf beiden Unterärmeln. Ähnlich gestaltet sind die Schulterabzeichen. Die Schulterklappen sind zusätzlich mit einer geschlossenen Tresse umrandet.

### Inoffizielle Verwendung als Sammelbezeichnung
Inoffiziell werden die Marineuniformträger der Dienstgradgruppe Unteroffiziere mit Portepee als Bootsleute, vereinzelt auch als Bootsmänner bezeichnet. Aufgrund des inoffiziellen Charakters der Bezeichnung bleibt meist unklar, ob die einem anderen Bezeichnungsschema folgenden Dienstgrade der Offizieranwärter aus der Dienstgradgruppe der Unteroffiziere mit Portepee (Fähnrich zur See und Oberfähnrich zur See) ebenfalls unter diese inoffizielle Bezeichnung fallen.

### Sonstiges
Die Dienstgradbezeichnung ranggleicher Luftwaffen- und Heeresuniformträger lautet Feldwebel. Hinsichtlich Befehlsgewalt, Ernennung, Sold, den nach- und übergeordneten Dienstgraden, ähnlich auch hinsichtlich der Dienststellungen sind Bootsleute und Feldwebel gleichgestellt.
| Unteroffizierdienstgrad |                                               |                             |
| Niedrigerer Dienstgrad |                                               | Höherer Dienstgrad          |
| Stabsunteroffizier Obermaat | Feldwebel Bootsmann Fähnrich Fähnrich zur See | Oberfeldwebel Oberbootsmann |
| Dienstgradgruppe: Mannschaften – Unteroffiziere o.P. – Unteroffiziere m.P. – Leutnante – Hauptleute – Stabsoffiziere – Generale |                                               |                             |

## Nationale Volksarmee

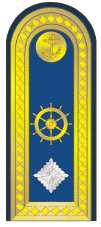
Dienstgradabzeichen Meister

Vergleichbar mit dem Dienstgrad Bootsmann der Bundeswehr war der Dienstgrad Meister der Volksmarine. Rangniedriger war der Obermaat, ranghöher der Obermeister.
Der Bootsmann bzw. auch der Oberbootsmann war in der militärischen Seefahrt bei der Volksmarine der DDR der dienstälteste Unteroffizier des seemännischen Personals und wurde daher in seinen Laufbahnen als Maat (Dienstgrad) bezeichnet.

## Russische Streitkräfte

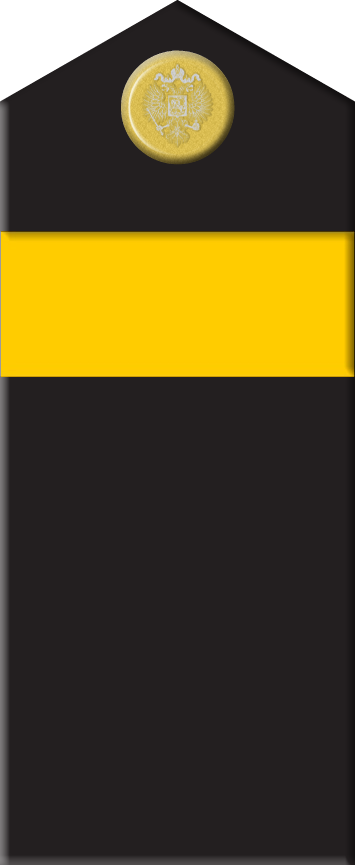
Dienstgradabzeichen eines Bootsmanns der Kaiserlich Russischen Marine

Der Bozman (russisch, deutsch: Bootsmann) war bis 1917 in der Kaiserlich Russischen Marine ein Dienstgrad, der dem Feldwebel in der Kaiserlich Russischen Armee vergleichbar war. Nach der Oktoberrevolution wurde der Dienstgrad abgeschafft.